# Chrysogone Diangouaya
Chrysogone Diangouaya, né le 7 août 1967 au Congo-Brazzaville, est un danseur et chorégraphe considéré comme le précurseur de la danse contemporaine dans son pays,.

## Parcours
Entrepreneur, Chrysogone Diangouaya est promoteur de la Monana, compagnie de Ballet-Théâtre, et producteur de divers événements culturels. Il s’installe en France dans les années 2000 où il poursuit de nombreuses actions artistiques à travers le Centre de Danse Chrysogone Diangouaya (CDCD) en collaborant à plusieurs spectacles.

## Œuvres  textuelles
- 2012 : Lofomboli, l’oiseau aux pouvoirs magiques, éditions Chrysogone, Paris, 1 Volume, 41 pages.
- 2014 : Contes, comptines et berceuses du Congo-Brazzaville, Acoria éditions, Paris, 1 Volume, 105 pages[5].
- 2015 : Le cri de la girafe, Conte, éditions Chrysogone, Paris, 1 Volume, 58 pages.
- 2016 : La tortue et le cochon, Conte, éditions Chrysogone, Paris, 1 Volume, 41 pages.
- 2018 : Le cri de la girafe, Conte[6].